# Matuanus flavithorax
Matuanus flavithorax är en insektsart som först beskrevs av Lucien Chopard 1925.  Matuanus flavithorax ingår i släktet Matuanus och familjen syrsor. Inga underarter finns listade i Catalogue of Life.